# 灵斯泰兹机场
灵斯泰兹机场（丹麥語：Ringsted flyveplads），位于丹麦灵斯泰兹东南方向2千米处。该机场有一条长宽为733米×40米的草皮跑道。目前主要用于飞行运动。